# Lindneromyia fumapex
Lindneromyia fumapex är en tvåvingeart som först beskrevs av Kessel 1965.  Lindneromyia fumapex ingår i släktet Lindneromyia och familjen svampflugor.
Artens utbredningsområde är Peru. Inga underarter finns listade i Catalogue of Life.